# Буха Іван Іванович
Іван Іванович Буха (порт. Ivan Buha; нар. 19 червня 1996, Чернівці, Україна) — португальський футболіст українського походження, захисник клубу «О Грандоленсе».

## Життєпис
Футболом розпочав займатися у клубах «Баррейренсе» та «Віньєнсі». Також виступав за «Спортінг» (U-17), «Насіунал» (U-19) та «Уніан Лейрія» (U-19). Дорослу футбольну кар'єру розпочав 2015 року в «Уніан Лейрія», за яку провів 5 поєдинків. Згодом виступав за нижчолігові португальські клуби.

### «Зімбру»
2022 року перейшов у молдовський «Зімбру». У Національному дивізіоні дебютував 12 березня 2022 року у матчі проти «Бєльців», в якому на 78-й хвилині замінив Крістіана Даню. Загалом у складі столичного клубу зіграв 7 матчів у вищому дивізіоні молдовського футболу.